# Christian Moritz von Königsegg-Rothenfels
Le comte Christian Maurice Eugène von Königsegg-Rothenfels (né le 24 novembre 1705; † 21 juillet 1778 à Vienne) fut maréchal de l'armée impériale autrichienne, chevalier teutonique de la Commanderie d'Altshausen, bailli d'Alsace et de Bourgogne à Altshausen et Commandeur de Holzkirchen. 

## Biographie
Fils du comte Albert-Eusèbe de Königsegg-Rothenfels (4 janvier 1669; † 23 mai 1736) et de la comtesse Claire-Philippine Félicité von Manderscheid und Blankenheim (17 septembre 1667 - 17 août 1751), c'était un neveu du maréchal Joseph Lothar von Königsegg-Rothenfels.
Le comte Christian Maurice von Königsegg entra très jeune dans la carrière des armes et devint commandant dans le régiment de son oncle. Il fut blessé en 1734 à la bataille de Guastalla, combattit les Turcs et s'illustra dans la Guerre de Succession d'Autriche. Au terme du Traité d'Aix-la-Chapelle (1748), il fut élevé au rang de général et nommé émissaire impérial auprès de l'Électorat de Cologne à Bonn. Lors de la guerre de Sept Ans il combattit en Bohême et fut défait par les Prussiens en 1757 à Reichenberg, ce qui n'empêcha pas son élévation à la distinction de maréchal l'année suivante. Il obtint par la même occasion la charge de commandeur du bailliage d'Alsace-Bourgogne et se retira à Altshausen. Là, dans ce château de style baroque, il entretenait une cour nombreuse qui le ruina.
Démis de ses fonctions, à la fin du mois de novembre 1774, il partit avec son orchestre de 16 musiciens et toute sa domesticité à Immenstadt im Allgäu pour prendre ses quartiers dans l'hôtel particulier d'un de ses petits-neveux, Fidel Anton von Königsegg-Rothenfels. Là, il fit décorer toutes les salles du château et fonda une école d'équitation. Il quitta Immenstadt en 1776 et retourna à Wurzach.